# Гудинг (Ајдахо)
Гудинг (енгл. Gooding) град је у америчкој савезној држави Ајдахо.

## Демографија
По попису из 2010. године број становника је 3.567, што је 183 (5,4%) становника више него 2000. године.
| Група             | 2000.         | 2010.         |
| Белци             | 2.793 (82,5%) | 2.646 (74,2%) |
| Афроамериканци    | 5 (0,1%)      | 15 (0,4%)     |
| Азијати           | 7 (0,2%)      | 22 (0,6%)     |
| Хиспаноамериканци | 501 (14,8%)   | 818 (22,9%)   |
| Укупно            | 3.384         | 3.567         |